# 49th Parallel
 Los invasores (cuyo título original en inglés es 49th Parallel) es una película inglesa de 1941.
Es una película de guerra que se caracteriza por el drama; es la tercera película realizada por el escritor y director británico del grupo Michael Powell y Emeric Pressburger. Fue lanzada en Estados Unidos bajo el título The Invaders. El Ministerio de Información Británico trabajó con Powell para promocionar la película, sugiriendo que este realizó una película de gran envergadura. En su lugar, Powell decidió hacer una película diferente para poder ejercer una influencia en Estados Unidos, ayudar a que fuese un país más neutral. Así, expresaba Powell Espero que aterre a los estadounidenses y puedan ver lo que significa estar en una guerra. El escritor Emeric Pressburger destacaba Goebbels se consideraba un gran publicista, pero creo que yo le hubiera enseñado algunas cosas. Después de persuadir al gobierno británico y canadiense, Powell empezó a grabar en 1940.
La idea original era que el militar alemán, Lieutenant Hirth, fuera Archers, con su fiel y leal amigo, Esmond Knight, pero se unió a la Marina Real con el estallido de la guerra. Anton Walbrook como Peter donó la mitad de sus ingresos al International Red Cross. Raymond Massey, Laurence Oliver y Leslie Howard accedieron a trabajar cobrando la mitad de su sueldo porque comprendían que era una película muy importante que cambiaría la percepción de la gente.

## Argumento
Unos soldados alemanes, cuyo submarino ha sido hundido frente a las costas canadienses, tratan de llegar a los EE. UU., todavía territorio neutral. El grupo sufrirá todo tipo de vicisitudes en su desesperada huida. Por donde pasen sembrarán el caos y el miedo.
A principios de la Segunda Guerra Mundial, un barco alemán se encontraba en su camino hacia las cataratas canadienses y participaba en un falso intercambio, similar a otros que ocurrirían más tarde, como en la Batalla de Saint Lawrence. El barco escapaba de las patrullas de seguridad que venían del norte. Un ataque de seis navegantes se encontraban en la orilla para obtener suministros, pero poco más tarde, el barco se hundió debido al Hudson Bay de la patrulla. Los seis miembros trataron de evadir la captura dirigiéndose hacia Canadá para conseguir llegar a las aguas internacionales entre Canadá y Estados Unidos para volver a Alemania.
El avión se quedó sin gasolina y se estrelló en el lago de Manitoba matando a Kuhnecke. Los alemanes se encontrare y fueron acogidos por un granjero de la comunidad cerca del lago. Los marineros asumieron que debían ser empáticos con lo que le había ocurrido a los alemanes, pero el discurso de Hirth fue rechazado por Peter (Anton Walbroock), el jefe de la comunidad e incluso uno de los fugitivos, Vogel (Niall MacGinnis), que fue para ayudar a Anna (Glynis Johns), una adolescente. Vogel, que prefería unirse a la comunidad y ejercer su comercio de pan, está esforzándose para no ser ejecutado, junto a Hirth, por deserción.
Hirth es el último fugitivo. La historia se encuentra ante un enfrentamiento entre él y Andy Brock (Raymond Massey), un soldado canadiense que no puede marcharse, está a bordo con su equipaje y un coche de alquiler de la compañía canadiense Canadian National Railways cerca de la frontera entre Estados Unidos y Canadá. Cuando Hirth se dio cuenta de que el trenhabía atravesado las cataratas del Niagara, le entregó su arma a un guardia oficial y le pidió que le llevara a la embajada canadiense. Brock explicaba que Hirth estaba en búsqueda en Canadá por asesinato, pero mientras que los guardias de EE. UU. se mostraban comprensivos ante la súplica de Brock, ellos no encontraban ninguna razón oficial para mandar a Hirth. Cuando Brock señaló que Hirth no estaba apuntado en el cargamento, los estadounidenses se encontraron felices de usar eso como pretexto para enviar el coche junto a Hirth y Brock de vuelta a Canadá por “manifiesta indecente del cargamento”. La película acaba con el tren de vuelta a Canadá y Borck, quien había estado recientemente herido con su uniforme y etiqueta robada de su inconsciente cuerpo y vestido de Hirth, quien planeaba hacerse pasar por Brock para ir a Canadá; Brock se volvió a poner su uniforme y en la última escena está a punto de darle una paliza a Hirth en el maletero.

## Reparto
Principal
- Richard George como Kommandant Bernsdorff
- Eric Portman como Lieutenant Hirth
- Raymond Lovell como Lieutenant Kuhnecke
- Niall MacGinnis as Vogel
- Peter Moore como Kranz
- John Chandos como Lohrmann
- Basil Appleby como Jahner

Secundario
- Laurence Olivier como Johnnie
- Ley On como Nick
- Anton Walbrook como Peter
- Glynis Johns como Anna
- Charles Victor como Andreas
- Frederick Piper como David
- Leslie Howard como Philip Armstrong Scott
- Tawera Moana como George, the Indian
- Eric Clavering como Art
- Charles Rolfe como Bob
- Raymond Massey como Andy Brock
- Theodore Salt y O.W. Fonger como los militares al servicio de Estados Unidos

## Premios
La película ganó un Óscar a la mejor historia y fue nominada a la mejor película y la más vista. The British Fil Institute clasificó la película en la número 63 de la lista a la más popular entre Reino Unido.

## Descubrimiento
La película fue comprada por Columbia Pictures en 1942 y renombrada a The Invaders (Los Invasores en español) Censuraron 19 minutos de la película para incluir el discurso del fanático Nazi, el comandante que declaraba que los Eskimos son “sub-especies como los negros, solo estaban un paso por encima de los judíos”, el cual fue suprimido para evitar las ofensas de las segregaciones de América del Sur. En el plató de The Talk of the Town, el tráiler de la película estadounidense fue denominada bajo el título de It Happened One Noon, con las estrellas Cary Grant, Jan Arthur y Ronald Colman, quienes expresaban su entusiasmo al director George Stevens durante el descanso del rodaje.

## Curiosidades
La película fue comprada por Columbia Pictures en 1942 y renombrada a The Invaders (Los Invasores en español) Censuraron 19 minutos de la película para incluir el discurso del fanático Nazi, el comandante que declaraba que los Eskimos son “sub-especies como los negros, solo estaban un paso por encima de los judíos”, el cual fue suprimido para evitar las ofensas de las segregaciones de América del Sur. En el plató de The Talk of the Town, el tráiler de la película estadounidense fue denominada bajo el título de It Happened One Noon, con las estrellas Cary Grant, Jan Arthur y Ronald Colman, quienes expresaban su entusiasmo al director George Stevens durante el descanso del rodaje.

## Relacionado
Fue la película más popular en British Box Office en 1941, la página donde aparecen las películas con mayores ganancias de Reino Unido. Universal, en Estados Unidos, rechazó la película, pero fue comprada por Columbia para distribuirlo por el norte de América para realizar una reseña de 200.000 dólares. Se estima que la película logró recaudar 1,3 millones de euros en 1942, y 5 millones según North American box office.